# Wells Branch (Texas)
Wells Branch es un lugar designado por el censo ubicado en el condado de Travis en el estado estadounidense de Texas. En el Censo de 2010 tenía una población de 12120 habitantes y una densidad poblacional de 1.850,36 personas por km².

## Geografía
Wells Branch se encuentra ubicado en las coordenadas 30°26′41″N 97°40′44″O / 30.44472, -97.67889. Según la Oficina del Censo de los Estados Unidos, Wells Branch tiene una superficie total de 6.55 km², de la cual 6.54 km² corresponden a tierra firme y (0.08%) 0.01 km² es agua.

## Demografía
Según el censo de 2010, había 12120 personas residiendo en Wells Branch. La densidad de población era de 1.850,36 hab./km². De los 12120 habitantes, Wells Branch estaba compuesto por el 61.63% blancos, el 15.18% eran afroamericanos, el 0.83% eran amerindios, el 7.75% eran asiáticos, el 0.19% eran isleños del Pacífico, el 10.07% eran de otras razas y el 4.34% pertenecían a dos o más razas. Del total de la población el 28.67% eran hispanos o latinos de cualquier raza.